# Shon
Shon je osada, součást obce Temelín v okrese České Budějovice v Jihočeském kraji. Nachází se severozápadně od Temelína, asi 10 km jihozápadně od Týna nad Vltavou a asi 31 km severozápadně od Českých Budějovic.
Osada Shon byla založena ve druhé polovině 18. století spolu se sousedními Kališti. Je zde registrováno sedm čísel popisných: 39, 58, 77, 79, 83, 84 a 90. Nachází se zde kříž a výklenková kaple. Nedaleko pramení potok Karlovka, který se u Neznašova vlévá do Vltavy.